# Juan Nsue Edjang Mayé
Juan Nsue Edjang Mayé (* 9. November 1957 in Mikomeseng-Kie Ntem) ist Erzbischof von Malabo.

## Leben
Juan Nsue Edjang Mayé empfing am 25. März 1995 die Priesterweihe.
Papst Benedikt XVI. ernannte ihn am 19. Februar 2011 zum Bischof von Ebebiyin. Die Bischofsweihe spendete ihm der Apostolische Nuntius in Kamerun und Äquatorialguinea, Piero Pioppo, am 7. Mai desselben Jahres; Mitkonsekratoren waren Ildefonso Obama Obono, Erzbischof von Malabo, und Juan Matogo Oyana CMF, Bischof von Bata.
Papst Franziskus ernannte ihn am 11. Februar 2015 zum Erzbischof von Malabo.